# Madras High Court

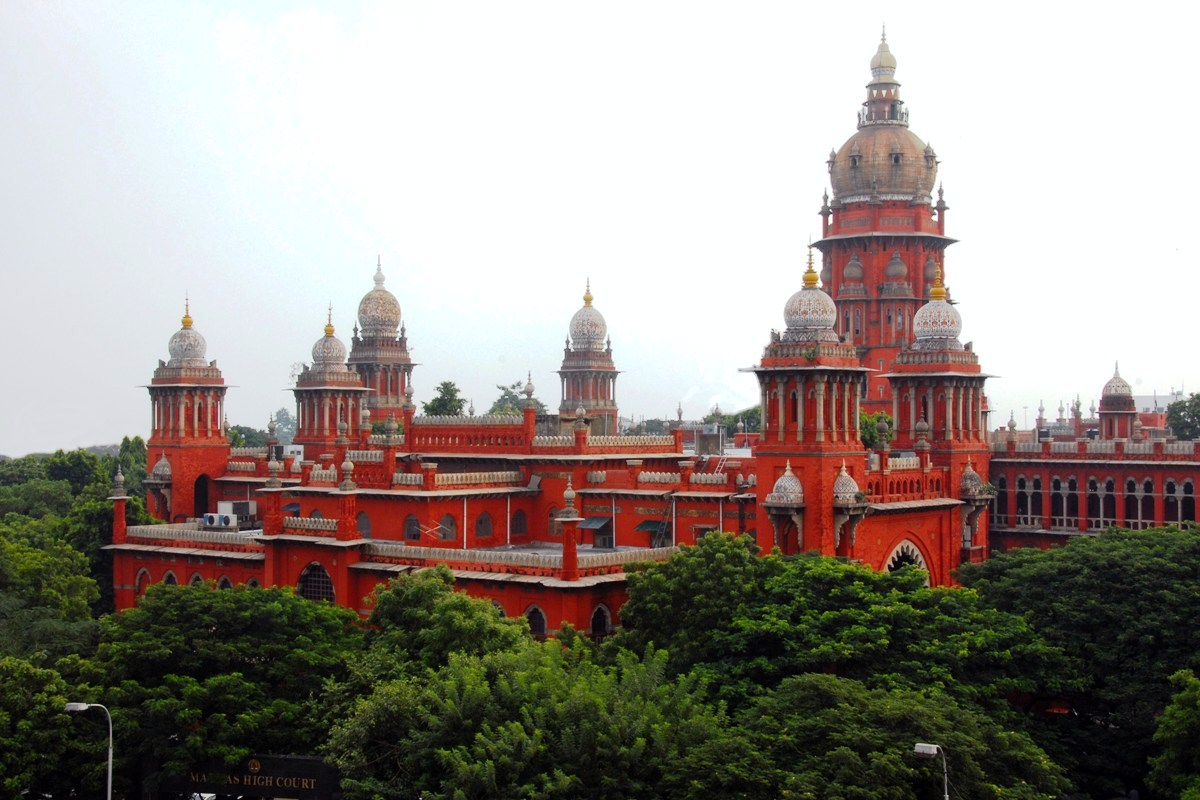
Gebäude des Chennai High Court

Der Madras High Court (Tamil சென்னை உயர் நீதிமன்றம்) ist ein indisches Obergericht in der Stadt Chennai (früher: Madras). Sein Zuständigkeitsbereich erstreckt sich über den Bundesstaat Tamil Nadu und das Unionsterritorium Puducherry.

## Geschichte
Vorläufer des späteren Madras High Courts waren seit Beginn der englischen Niederlassungen in Südindien im 17. Jahrhundert auf dem Boden verschiedener Royal Charters gegründete Gerichtshöfe, die 1801 zum Madras Supreme Court zusammengefasst wurden. Nach dem indischen Aufstand von 1857 und der Auflösung der Britisch-ostindischen Kompanie wurde die Gerichtsorganisation der neu etablierten Kronkolonie Britisch-Indien mit dem vom britischen Unterhaus beschlossenen Indian High Courts Act 1861 neu geordnet. Königin Victoria veranlasste danach durch Letters Patents die Einrichtung von drei Obergerichten (High Courts) für die drei Präsidentschaften in Kalkutta, Bombay und Madras. Kurz nach dem Calcutta High Court und dem Bombay High Court wurde der Madras High Court am 15. August 1862 als dritter High Court inauguriert. Diese Gerichtsreform in Britisch-Indien ging mehr als eine Dekade der Gerichtsreform im Mutterland Großbritannien voraus, die in den Supreme Court of Judicature Acts (1873/1875) ihren Ausdruck fand.
Bis zur Unabhängigkeit Indiens 1947 waren die vorsitzenden Richter am Madras High Court ausschließlich Briten. Nach der Unabhängigkeit war der High Court zunächst für das gesamte Territorium der ehemaligen Präsidentschaft Madras zuständig. Mit der Gründung des Bundesstaates Andhra 1953 und den Grenzrevisionen des States Reorganisation Acts 1956 ging die Jurisdiktion des High Courts über die abgetretenen Gebiete verloren.
Seit 1891 wird am Madras High Court das Madras Law Journal herausgegeben – die älteste juristische Fachzeitschrift Indiens. Erster Herausgeber war der Jurist N. Ramaratnam.
Nachdem das ehemalige französische Überseeterritorium Pondicherry an Indien angeschlossen wurde (1956 de facto, 1962 de jure) erhielt der Madras High Court auch die Jurisdiktion über das 1963 gegründete gleichnamige Unionsterritorium.
Am 24. Juli 2004 wurde eine Zweigstelle (bench) des High Courts in Madurai eröffnet.
Im Jahr 2017 waren 53 Richter am Madras High Court beschäftigt.

## Gerichtsgebäude

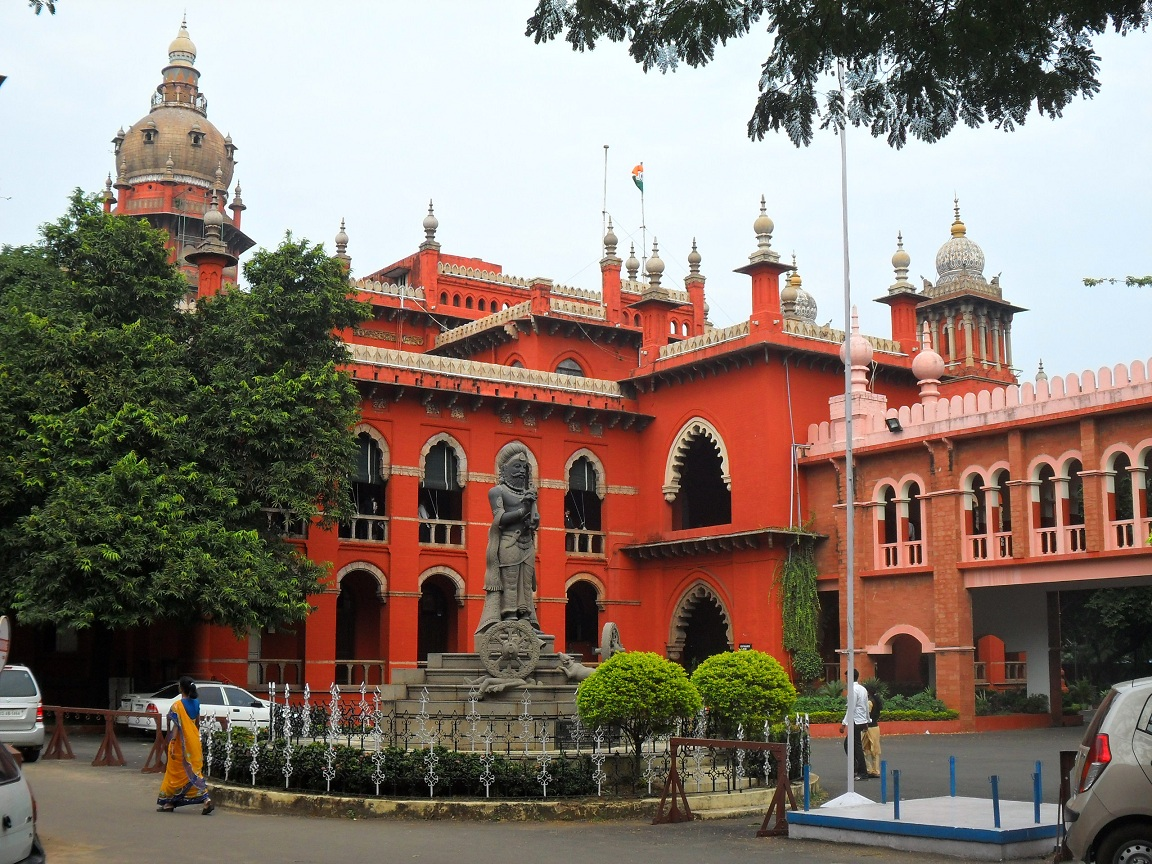
Teilansicht des Madras High Court

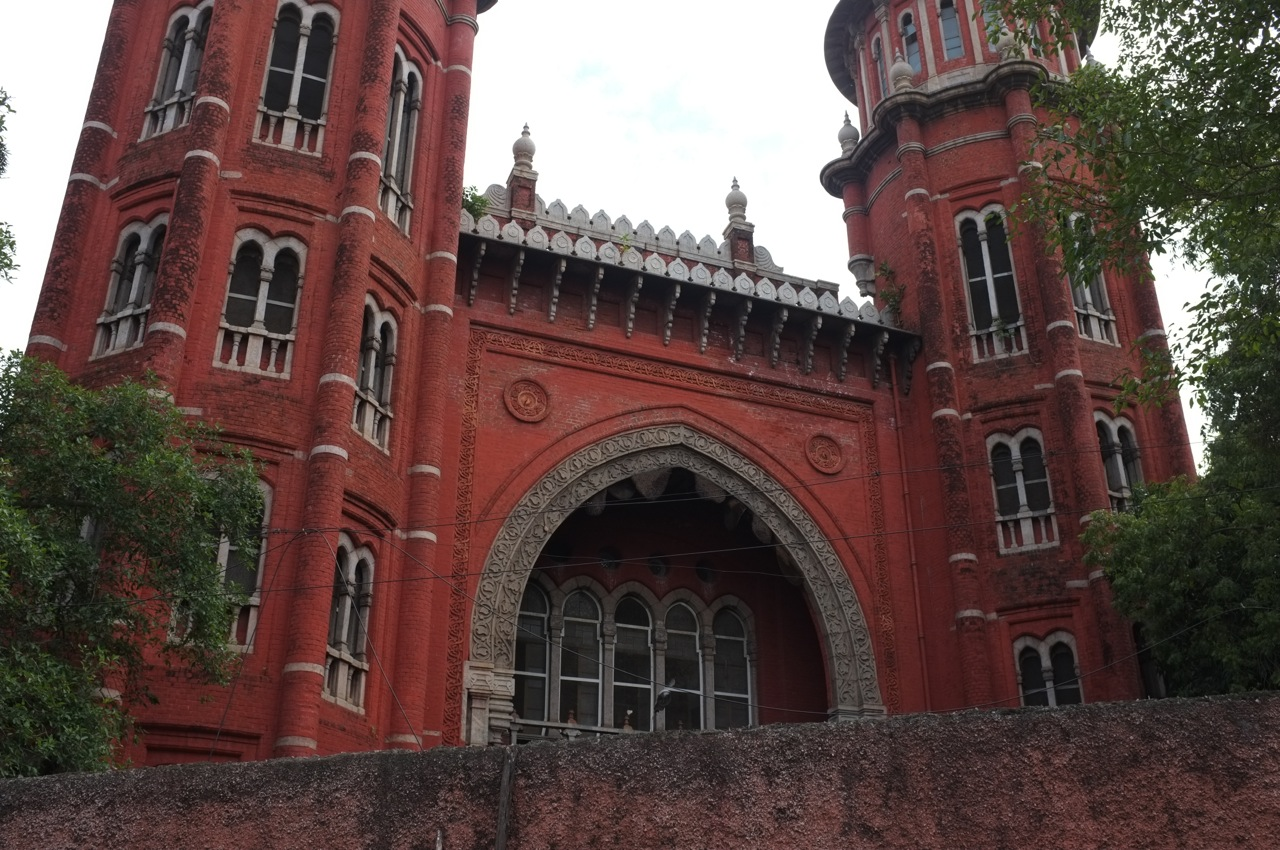
Madras High Court

Mit dem Bau des heutigen Gerichtsgebäudes wurde 1882 begonnen. Der im sogenannten indo-sarazenischen Stil gehaltene Bau wurde am 2. Juli 1892 formell eingeweiht. Das Gebäude ist von einem 53 Meter hohen Turm gekrönt. Am 22. September 1914 wurde das Gebäude während des Ersten Weltkrieges durch den Beschuss des im Indischen Ozean operierenden deutschen leichten Kreuzers Emden leicht beschädigt. Im Jahr 2017 wurde der 125. Jahrestag der Einweihung begangen.

## Streit um die Namensänderung
Im Jahr 1969 erhielt der Bundesstaat Madras den neuen Namen ‚Tamil Nadu‘ und 1996 wurde die Hauptstadt Madras in ‚Chennai‘ umbenannt. Der High Court behielt jedoch unverändert seinen alten Namen bei. Am 20. Juli 2016 brachte die indische Unionsregierung unter Premierminister Narendra Modi eine Gesetzesvorlage (High Courts (Alteration of Names) Bill, 2016) in die Lok Sabha ein, nach dem Bombay High Court, Madras High Court und Calcutta High Court künftig entsprechend der modernen Namen der Städte in Mumbai High Court, Chennai High Court und Kolkata High Court umbenannt werden sollen. An allen drei Gerichten stieß das Vorhaben auf Widerspruch. Am 1. August 2016 verabschiedete das Parlament von Tamil Nadu einstimmig eine Resolution, nach der der High Court stattdessen in High Court of Tamil Nadu umbenannt werden sollte. Daraufhin sicherte die Regierung zu, dass die entsprechende Gesetzesvorlage nach Konsultationen mit den betroffenen Bundesstaaten geändert und dann neu dem Parlament zur Abstimmung vorgelegt werde.